# فایگو
فایگو (انگلیسی: Faygo) شرکت نوشیدنی آمریکایی است، که در سال ۱۹۰۷ تأسیس شد.
شرکت فایگو یک شرکت تولیدکننده نوشیدنی‌های غیرالکلی است که دفتر مرکزی آن در دیترویت، میشیگان قرار دارد. نوشیدنی‌های تولید شده توسط این شرکت که با نام تجاری فایگو یا فایگو پاپ شناخته می‌شوند، در مناطق غرب میانه، میانه اقیانوس اطلس و جنوب مرکزی ایالات متحده و همچنین جنوب و غرب کانادا توزیع می‌شوند. فایگو بِورِیجز یک شرکت تابعه کاملاً متعلق به شرکت ملی نوشیدنی است که در سال ۱۹۰۷ در دیترویت، میشیگان با نام کارخانه بطری‌سازی برادران فیگنسون تأسیس شد.